# Saint-Germain-sur-Sèves
Saint-Germain-sur-Sèves è un comune francese di 202 abitanti situato nel dipartimento della Manica nella regione della Normandia.
Fa parte del cantone di Périers nella circoscrizione (arrondissement) di Coutances.

## Società

### Evoluzione demografica
Abitanti censiti